# Vialfrè
Vialfré is een gemeente in de Italiaanse provincie Turijn (regio Piëmont) en telt 233 inwoners (31-12-2004). De oppervlakte bedraagt 4 km², de bevolkingsdichtheid is 58 inwoners per km².

## Geografie
Vialfr? grenst aan de volgende gemeenten: San Martino Canavese, Scarmagno, Agliè en Cuceglio.

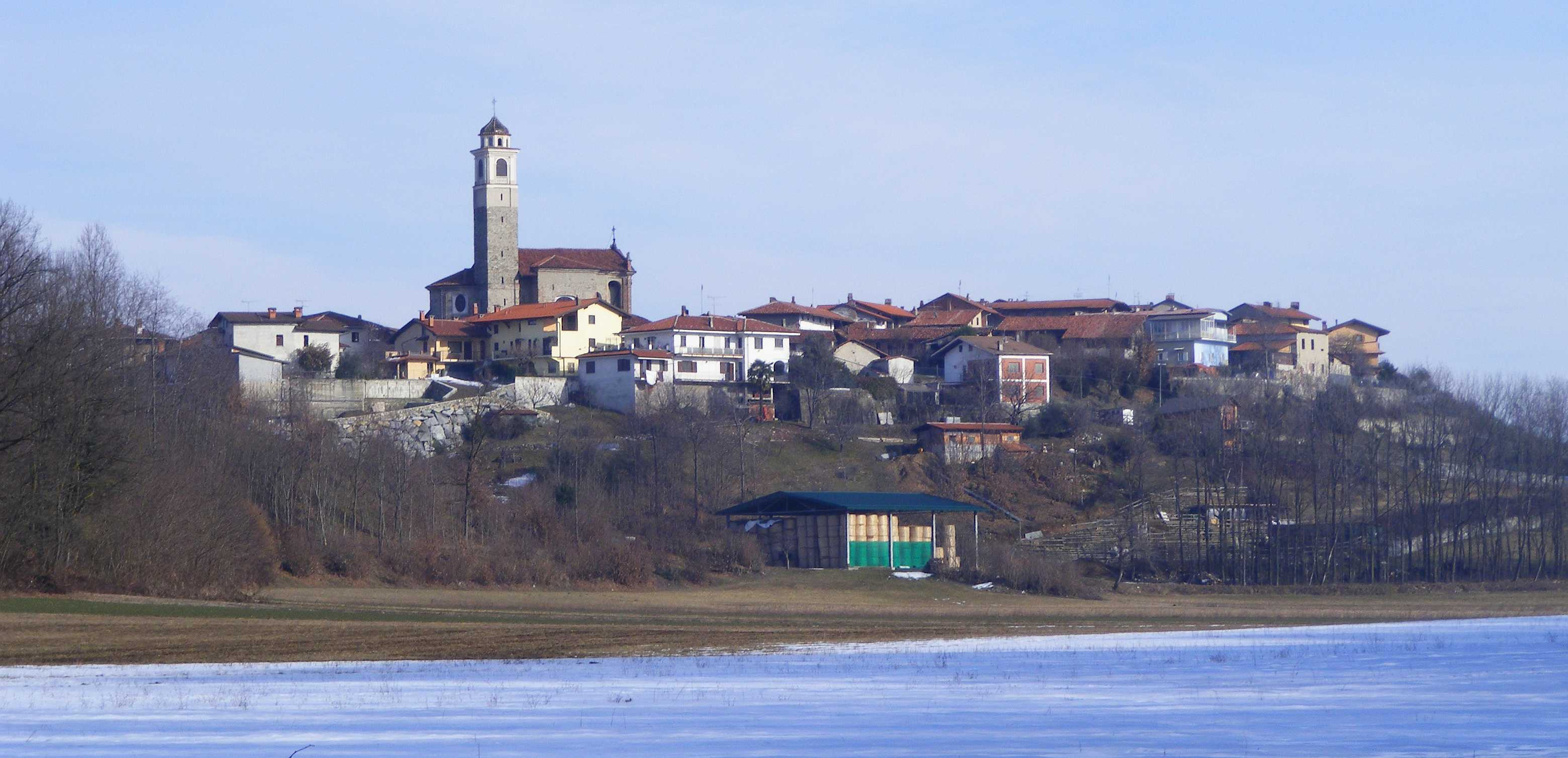
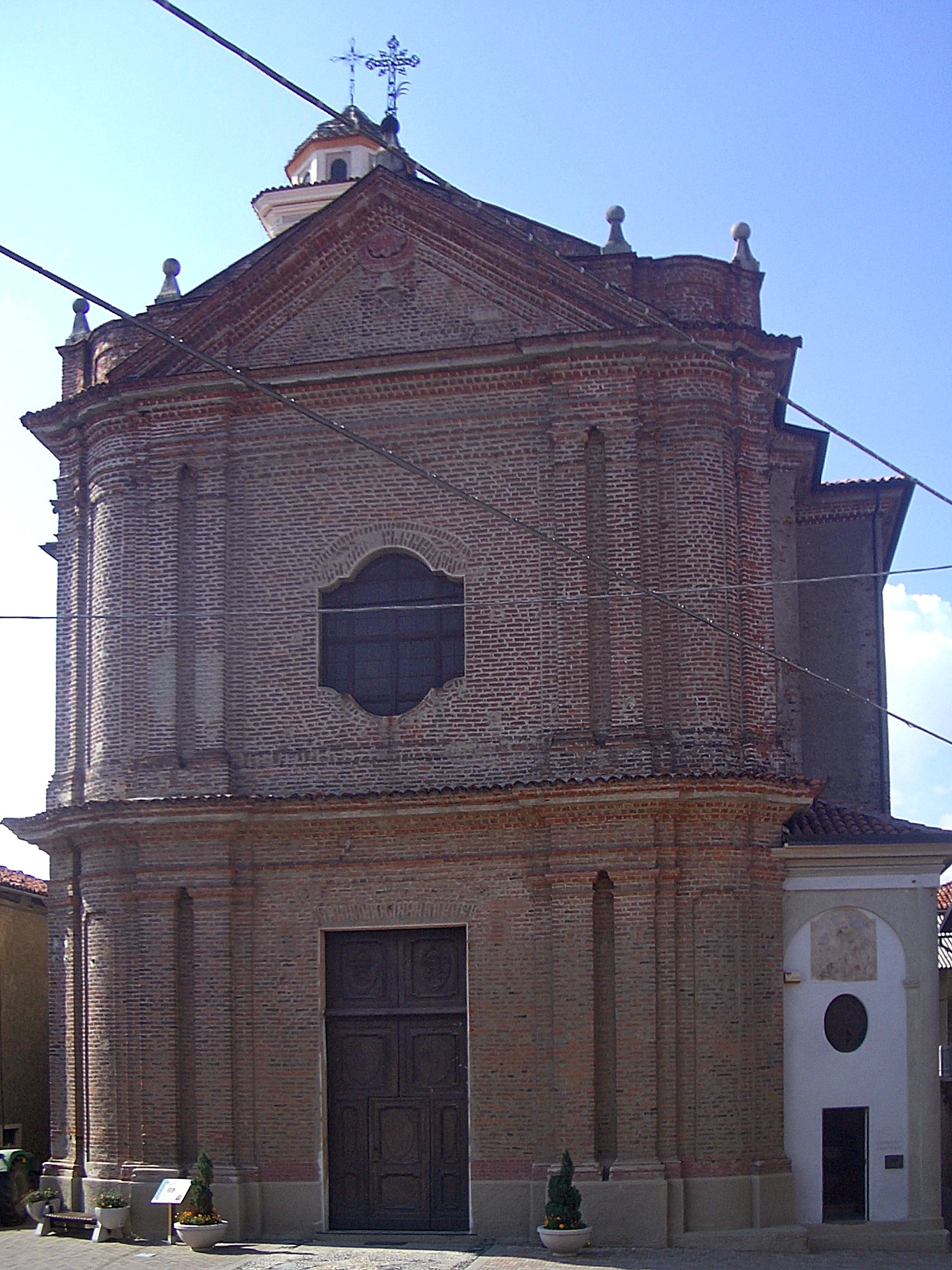
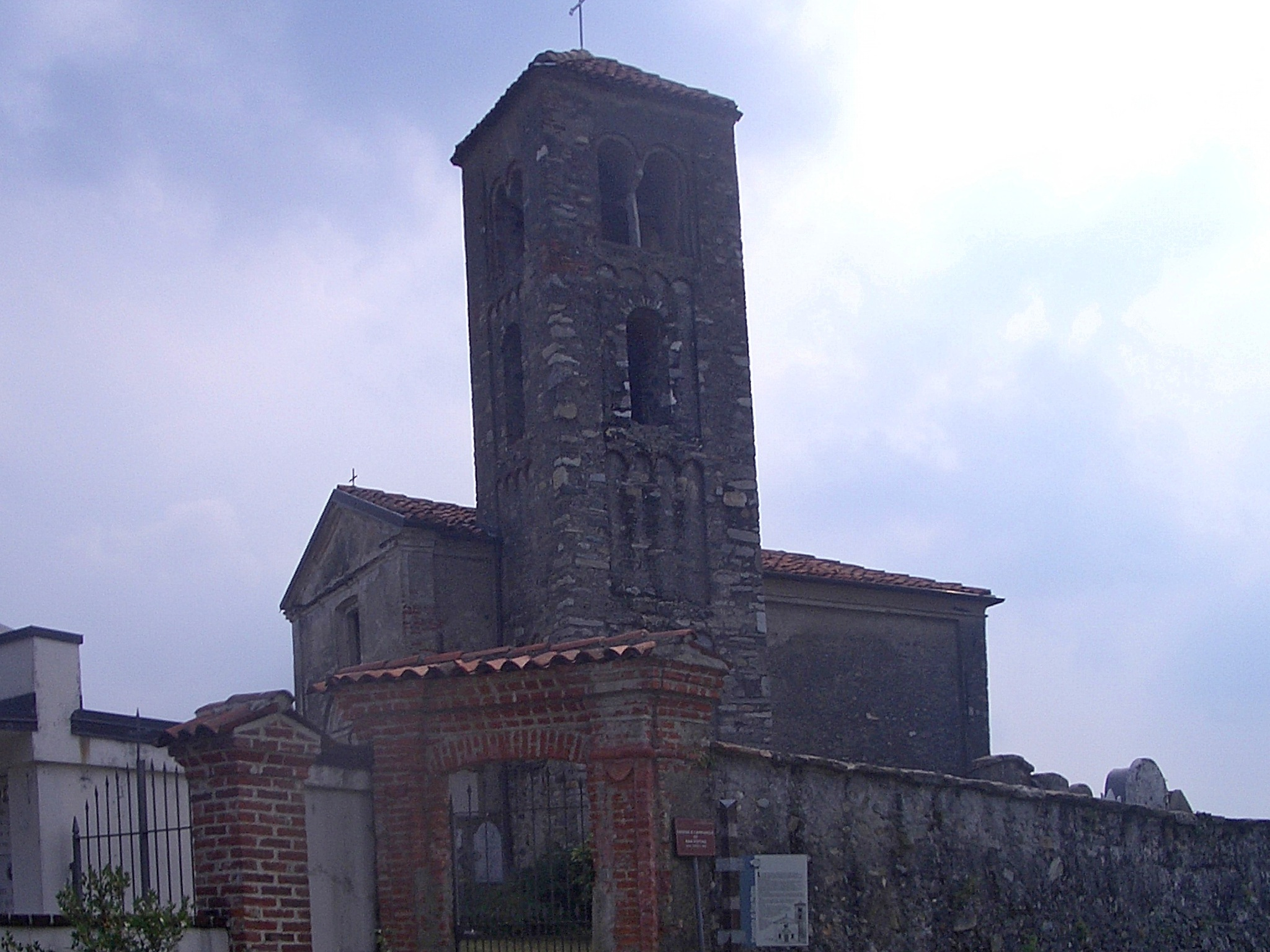

1. ↑  https://demo.istat.it/?l=it.